# Why Pink Floyd...?
Why Pink Floyd...? (¿Por Qué Pink Floyd) es la campaña de relanzamientos del grupo británico de rock progresivo Pink Floyd. Se inició en septiembre de 2011 (con el lanzamiento de la caja recopilatoria Discovery y las ediciones Experience y Immersion del Dark Side of the Moon) y finalizó en febrero de 2012 (con las ediciones Experience y Immersion de The Wall). Fue dividida en tres etapas (la primera, el 26 de septiembre de 2011; la segunda, el 7 de noviembre de 2011; y la tercera el 27 de febrero de 2012). Los lanzamientos están disponibles en tres formatos: Discovery (remasterización del álbum original), Experience (remasterización de álbum original, y un disco extra con temas inéditos [en vivo, rarezas y demos]), y Immersion (La remasterización, el bonus de la versión Experience, y en el caso de The Wall, el disco en vivo Is There Anybody Out There? The Wall Live 1980-1981 remasterizado, en una caja recopilatoria con libretos, pósteres, canicas, etc.).

## Las Fases

### 1ª Fase
La 1ª fase de la campaña comenzó el 26 de septiembre de 2011, con las versiones en vinilo, Experience e  Immersion de The Dark Side of the Moon, y con el lanzamiento del box set Discovery (caja que contiene los 14 álbumes de estudio remasterizados por James Guthrie, y un libro llamado Graphic Tales, con ilustraciones de Storm Thorgerson).

### 2ª Fase
La 2ª fase comenzó el 7 de noviembre de 2011 con las ediciones en vinilo, SACD, Experience y Immersion de Wish You Were Here; y con el lanzamiento de la nueva compilación de la banda, A Foot in the Door: The Best of Pink Floyd.

### 3ª Fase
La 3ª fase comenzó el 27 de febrero de 2012 con las ediciones en vinilo, Experience y Immersion de The Wall.
- Datos: Q3512037